# Podłazie (Dąbie)
Podłazie – części wsi Dąbie w Polsce, położona w województwie świętokrzyskim, w powiecie włoszczowskim, w gminie Włoszczowa.
W dobie Sejmu Wielkiego Podłazie należało do powiatu lelowskiego.
W latach 1975–1998 Podłazie administracyjnie należało do województwa kieleckiego.